# Cereus aethiops
Cereus aethiops ist eine Pflanzenart in der Gattung Cereus aus der Familie der Kakteengewächse (Cactaceae). Das Artepitheton aethiops stammt aus dem Griechischen, bedeutet ‚sonnenverbrannt‘ und verweist die schwarze Bedornung.

## Beschreibung
Cereus aethiops wächst strauchig, ist selten verzweigt und erreicht Wuchshöhen von bis zu 2 Meter. Die zylindrischen, dunkelbläulichen bis dunkelgrünen Triebe sind aufrecht, gelegentlich auch niederliegend und weisen Durchmesser von 2 bis 4 Zentimeter auf. Es sind sieben bis acht Rippen vorhanden, die in Höcker gegliedert sind. Die darauf befindlichen Areolen sind häufig fast schwarz. Die zwei bis vier schwarzen Mitteldornen sind bis zu 2 Zentimeter lang. Die neun bis zwölf Randdornen sind grau mit einer dunkleren Spitze oder schwarz. Sie erreichen Längen von bis zu 10 Millimeter.
Die weißen bis hellrosafarbenen Blüten sind bis zu 20 Zentimeter lang. Die eiförmigen, roten Früchte weisen Längen von bis zu 6 Zentimeter auf.

## Verbreitung, Systematik und Gefährdung
Cereus aethiops ist im Andenvorland von Nord- und Mittel-Argentinien verbreitet.
Die Erstbeschreibung durch Adrian Hardy Haworth wurde 1830 veröffentlicht. Ein nomenklatorisches Synonym ist Piptanthocereus aethiops (Haw.) F.Ritter (1980).
In der Roten Liste gefährdeter Arten der IUCN wird die Art als „Least Concern (LC)“, d. h. als nicht gefährdet geführt.

## Nachweise